# Lepanthopsis rinkei
Lepanthopsis rinkei är en orkidéart som beskrevs av Carlyle August Luer. Lepanthopsis rinkei ingår i släktet Lepanthopsis och familjen orkidéer.
Artens utbredningsområde är Panamá. Inga underarter finns listade i Catalogue of Life.